# NGC 171
NGC 171 est une galaxie spirale barrée située dans la constellation de la Baleine. NGC 171 a été découverte par l'astronome germano-britannique William Herschel en 1784. En novembre 1834, son fils John Herschel l'a redécouverte. Elle a plus tard été désignée NGC 175 en ne sachant pas qu'il s'agissait de la même galaxie.

## Caractéristiques
Sa vitesse par rapport au fond diffus cosmologique est de 3 603 ± 22 km/s, ce qui correspond à une distance de Hubble de 53,1 ± 3,7 Mpc (∼173 millions d'al).
À ce jour, deux mesures non basées sur le décalage vers le rouge (redshift) donnent une distance de 47,300 ± 14,566 Mpc (∼154 millions d'al), ce qui est à l'intérieur des valeurs de la distance de Hubble.
La classe de luminosité de NGC 171 est I-II et elle présente une large raie HI. De plus, elle renferme des régions d'hydrogène ionisé.

## Paire de galaxies
NGC 171 (identifiée à NGC 175 dans l'article de Soares et al.) et ESO 540-G 003  forment une paire de galaxies. La distance de Hubble d'ESO 540-G 003 est de 44,03 ± 3,54 (∼). Étant donné les incertitudes des distances pour ces deux galaxies, il n'est pas impossible qu'elles forment une paire réelle. 

## Supernova
La supernova SN 2009hf a été découverte le 9 juillet 2009 dans NGC 171 (NGC 175 sur le site de Rochester) par l'astronome amateur sud africain Berto Monard. Cette supernova était de type IIP.